# Etmopterus splendidus
Etmopterus splendidus  (лат.) — вид рода чёрных колючих акул семейства Etmopteridae отряда катранообразных. Обитает в Тихом океане на глубинах до 793 м. Максимальный зарегистрированный размер 30. Тело стройное, вытянутое, серо-чёрного цвета с коричневатым отливом. У основания обоих спинных плавников имеются шипы. Анальный плавник отсутствует. Коммерческой ценности не имеет.

## Ареал
Etmopterus splendidus распространены в западной части Тихого океана у берегов Японии, Тайваня, Индонезии, Новой Каледонии и Вануату. Эти акулы встречаются на внешней границе континентального шельфа и в верхней части материкового и островного склона на глубинах от 120 до 793 м. У побережья Японии, Тайваня и Индонезии они предпочитают держаться на глубине 120—210 м, у берегов Вануату и Новой Каледонии они опускаются глубже (до 560 м и 793 м соответственно. 

## Описание
Максимальный зарегистрированный размер составляет 30 см. Тело стройное, вытянутое. Позади глаз имеются крошечные брызгальца. У основания обоих спинных плавников расположены шипы. Второй спинной плавник и шип крупнее первых. Грудные плавники маленькие и закруглённые. Верхняя лопасть хвостового плавника удлинена. Анальный плавник отсутствует. 

## Биология
Питаются кальмарами. Размножение, вероятно, происходит путём яйцеживорождения.

## Взаимодействие с человеком
Вид не имеет коммерческой ценности. Вероятно, в качестве прилова попадает в коммерческие глубоководные сети. Печень могут употреблять для получения жира. Данных для оценки Международным союзом охраны природы статуса сохранности вида недостаточно.